# Historia de Badalona
|  | Aquest article tracta sobre el llibre. Si cerqueu l'article sobre la història de Badalona, vegeu «Història de Badalona». |

Historia de Badalona és una monografia històrica sobre la història de Badalona escrita pel doctor Josep Barriga i Sala entre 1793 i 1794, és la més antiga coneguda que tracti de la història badalonina.
L'obra va ser redactada en castellà, Barriga va escriure l'obra mentre era estudiant de Teologia a Barcelona, però no la va publicar i va restar inèdita fins a l'any 1975, quan l'historiador Josep M. Cuyàs i Tolosa la va incloure al primer volum de la seva Història de Badalona. No obstant això, la obra va ser consultada abans al segle xix per Jaume Solà i Gaietà Soler per als seus estudis històrics de Badalona.
L'obra és dividida en dues parts: la primera són set capítols dedicats a la història de Badalona; la segona són tres capítols dedicats a temes eclesiàstics als segles iii i iv, on tracta sobre sant Anastasi i sant Sergi màrtir. Dels quatre primers capítols, dedicats a l'antiguitat, no hi ha cap novetat ni res d'interès per al coneixement de la història badalonina. Els cinquè i el sisè estan dedicats a la Badalona de finals del segle xviii i el setè el va dedicar al monestir de Sant Jeroni de la Murtra, però sense res de nou.
El més interessant de Barriga són, en primer lloc, les primeres citacions documentals de les troballes de vestigis de l'època romana, com esmenta Josep M. Cuyàs, i els capítols dedicats al segle xviii per estudiar la seva època, segons diu Montserrat Carreras, doncs Barriga descriu de forma minuciosa la població, els conreus, els barris, informa sobre les dades demogràfiques, els càrrecs civils i eclesiàstics i els oficis que es practicaven a la llavors vila, així com l'ensenyament professional. Pel que fa a la resta de capítols no són més que un resum de treballs anteriors que s'havien ocupat d'estudiar la història de Catalunya, a destacar les obres de Jeroni Pujades, Narcís Feliu de la Penya, Pèire de Marca i Bernat Espinalt.